# OR10R2
OR10R2 (англ. Olfactory receptor family 10 subfamily R member 2) – білок, який кодується однойменним геном, розташованим у людей на короткому плечі 1-ї хромосоми.  Довжина поліпептидного ланцюга білка становить 335 амінокислот, а молекулярна маса — 37 486.
| 10         |  | 20         |  | 30         |  | 40         |  | 50         |
| ---------- |  | ---------- |  | ---------- |  | ---------- |  | ---------- |
| MPQILIFTYL |  | NMFYFFPPLQ |  | ILAENLTMVT |  | EFLLLGFSSL |  | GEIQLALFVV |
| FLFLYLVILS |  | GNVTIISVIH |  | LDKSLHTPMY |  | FFLGILSTSE |  | TFYTFVILPK |
| MLINLLSVAR |  | TISFNCCALQ |  | MFFFLGFAIT |  | NCLLLGVMGY |  | DRYAAICHPL |
| HYPTLMSWQV |  | CGKLAAACAI |  | GGFLASLTVV |  | NLVFSLPFCS |  | ANKVNHYFCD |
| ISAVILLACT |  | NTDVNEFVIF |  | ICGVLVLVVP |  | FLFICVSYLC |  | ILRTILKIPS |
| AEGRRKAFST |  | CASHLSVVIV |  | HYGCASFIYL |  | RPTANYVSNK |  | DRLVTVTYTI |
| VTPLLNPMVY |  | SLRNKDVQLA |  | IRKVLGKKGS |  | LKLYN      |  |            |

A: Аланін

C: Цистеїн

D: Аспарагінова кислота

E: Глутамінова кислота

F: Фенілаланін

G: Гліцин

H: Гістидин

I: Ізолейцин

K: Лізин

L: Лейцин

M: Метіонін

N: Аспарагін

P: Пролін

Q: Глутамін

R: Аргінін

S: Серин

T: Треонін

V: Валін

W: Триптофан

Кодований геном білок за функціями належить до рецепторів, g-білокспряжених рецепторів, білків внутрішньоклітинного сигналінгу. 
Задіяний у такому біологічному процесі як поліморфізм. 
Локалізований у клітинній мембрані, мембрані.